# Celil Oker
Celil Oker, né le 14 septembre 1952 à Kayseri (Anatolie centrale, Turquie) et mort le 5 mai 2019 à Istanbul, est un écrivain turc de romans policiers.

## Biographie
Celil Oker est diplômé de l'école secondaire américaine de Talas en 1967. Il a terminé ses études au Tarsus American College en 1971. Il est diplômé de l'Université du Bosphore, Département de langue et littérature anglaises en 1979,.
Il a également travaillé comme encyclopédiste, traducteur, journaliste et rédacteur publicitaire. En 1998, il a commencé à travailler comme chargé de cours à l'Université Bilgi d'Istanbul, Faculté de communication, programme de publicité. Il a travaillé à l'atelier Techniques d'écriture créative de la même université et a enseigné des cours de narration dans le cadre du programme de maîtrise,.
Les histoires qu'il a écrites après avoir obtenu son diplôme universitaire ont été publiées dans le magazine "Yarın (Demain)". L'auteur, qui a fait une pause dans la littérature pendant un certain temps, a reçu le premier prix avec son premier roman policier, "Çıplak Ceset (Cadavre nu)", aux Prix du roman policier Kaktüs Kahvesi décernés en 1999. Ce roman a été publié la même année. Dans le roman, il raconte l'histoire de Remzi Ünal, qui a été embauché par un marchand de tissus pour retrouver son neveu disparu, qui a été licencié de son travail de pilote et est devenu détective pour gagner sa vie. Le personnage de Remzi Ünal qu'il a créé est quelqu'un que l'auteur a créé dans ses histoires publiées dans le magazine Yarın, mais a ensuite modifié les caractéristiques du personnage et lui a donné une identité différente. Il a créé ce personnage en combinant le nom de l'auteur, Remzi, et le nom de jeune fille de sa mère, Ünal,,.
Il est décédé alors qu'il était soigné à Istanbul. Il a été enterré au cimetière de Kayseri dans la ville où il est né,.

## Travaux
- 1999: Çıplak Ceset
- 1999: Kramponlu Ceset
- 2000: Bin Lotluk Ceset	Doğan Kitap
- 2001: Rol Çalan Ceset
- 2004: Son Ceset
- 2004: Beşpeşe
- 2005: Bir Şapka Bir Tabanca
- 2010: Yenik ve Yalnız
- 2011: Beyaz Eldiven Sarı Zarf
- 2013: Ateş Etme İstanbul
- 2015: Sen Ölürsün Ben Yaşarım
- 2017: Genç Yazarlar İçin Hikaye Anlatıcılığı Kılavuzu